# Thergothon
I Thergothon sono stati una band doom metal finlandese nata nel 1990. Iniziarono la loro carriera suonando death metal, e successivamente spostandosi verso i tempi più lenti e funerei del doom metal, basata su una musica lenta costituita da riff ultradistorti, mid-tempos, rintocchi di batteria pieghevoli, e voce con growl abissale e cavernoso.

## Storia del gruppo
I Thergothon esordirono nel 1991 con il demo Fhtagn nagh Yog-Sothoth, con sonorità funeral doom metal. La band nell'underground estremo finlandese cominciò ad essere conosciuta e apprezzata, infatti seguendo il loro stile a Helsinki e dintorni nacquero altri gruppi del genere come Skepticism, Shape of Despair e Tyranny. Ispirarono inoltre i Disembowelment e gli Evoken (infatti questi ultimi prendono il nome dall'omonima canzone contenuta nel disco sopra-citato).
Dopo il primo demo, nel 1994, a tre anni di distanza, uscì il primo e unico album completo della band, Stream from the Heavens. Dopo questo album la band si sciolse.
Nel 1996 Niko Skorpio (Niko Sirkiä) e Jori Sjöroos formarono i This Empty Flow, gruppo che mantiene le tristi atmosfere dei Thergothon, sebbene più orientato al dark/wave.

## Discografia
Album in studio
- 1994 - Stream from the Heavens

Demo
- 1991 - Dancing In The Realm Of Shades
- 1991 - Fhtagn nagh Yog-Sothoth

## Formazione
- Niko Sirkiä (Skorpio) - voce, tastiera
- Jori Sjöroos - batteria
- Mikko Ruotsalainen - chitarra
- Sami Kaveri - chitarra